# Марас (коммуна)
Мара́с (фр. Marast) — коммуна во Франции, находится в регионе Франш-Конте. Департамент — Верхняя Сона. Входит в состав кантона Виллерсексель. Округ коммуны — Люр.
Код INSEE коммуны — 70332.

## География
Коммуна расположена приблизительно в 340 км к юго-востоку от Парижа, в 45 км северо-восточнее Безансона, в 19 км к юго-востоку от Везуля.
По территории коммуны протекает небольшая река Бассоль (фр. Bassole).

## Население
Население коммуны на 2010 год составляло 42 человека.
| 1962 | 1968 | 1975 | 1982 | 1990 | 1999 | 2010 |
| ---- | ---- | ---- | ---- | ---- | ---- | ---- |
| 40   | 51   | 43   | 44   | 43   | 43   | 42   |

## Экономика
В 2010 году среди 27 человек трудоспособного возраста (15—64 лет) 18 были экономически активными, 9 — неактивными (показатель активности — 66,7 %, в 1999 году было 50,0 %). Из 18 активных жителей работали 18 человек (12 мужчин и 6 женщин), безработных не было. Среди 9 неактивных 2 человека были учениками или студентами, 4 — пенсионерами, 3 были неактивными по другим причинам.

## Достопримечательности
- Монастырь Св. Марии Магдалины (XII век). Исторический памятник с 2010 года[8]
- Старая церковь монастыря Св. Марии Магдалины. Исторический памятник с 1993 года[9]

## Фотогалерея
- Монастырь Св. Марии Магдалины
- Церковь Св. Марии Магдалины
- Интерьер церкви Св. Марии Магдалины